# Dieter Stier

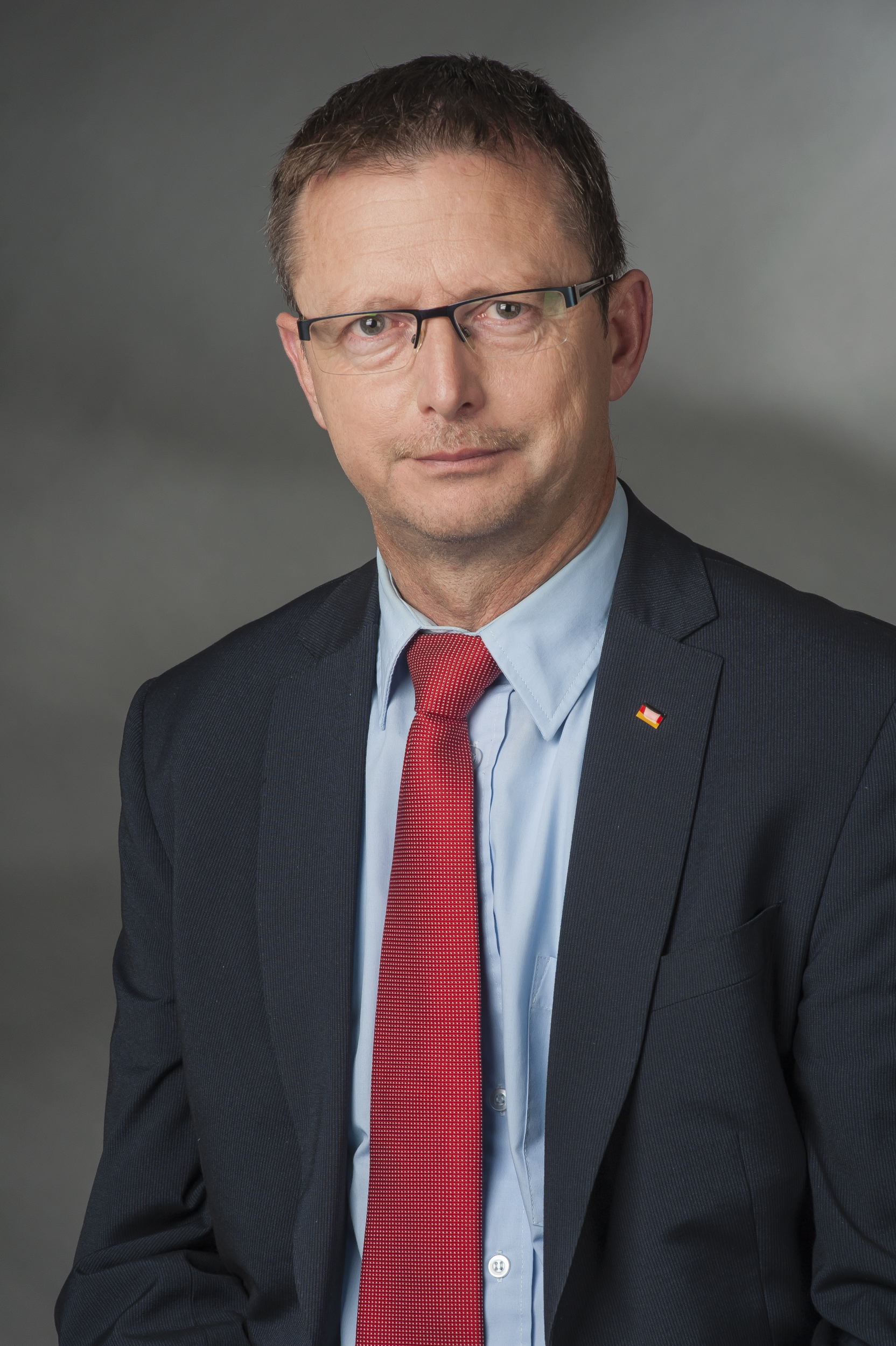
Dieter Stier, membro do parlamento alemão (MdB) pelo partido CDU, fotografado em 2014. Nascido em Weißenfels, na ex-Alemanha Oriental, Stier tem sido uma figura importante na política alemã, com uma carreira distinta para questões regionais e nacionais.

Dieter Stier (nascido em 29 de junho de 1964) é um político alemão. Nasceu em Weißenfels, Saxônia-Anhalt, e representa a CDU. Dieter Stier é membro do Bundestag pelo estado da Saxônia-Anhalt desde 2009.

## Vida
Ele tornou-se membro do Bundestag após as eleições federais alemãs de 2009. Ele é membro do Comité de Alimentos e Agricultura e do Comité de Desportos.